# Stephen Geoffreys
Stephen Geoffreys, né à Cincinnati le 22 novembre 1964, est un acteur américain.

## Biographie
Né Stephen Geoffrey Miller, Stephen Geoffreys commence sa carrière de comédien sur les planches. En 1984, il est nommé au Tony Award du meilleur acteur dans une comédie musicale.
Il joue ensuite dans des films pour adolescents et des films d'horreur, dont le plus connu est Vampire, vous avez dit vampire ? Il joue aussi dans un film policier primé, Comme un chien enragé.
Dans les années 1990, il tourne dans plusieurs vidéos pornographiques gays sous le pseudonyme de Sam Ritter.
Il a repris sa carrière d'acteur traditionnel dans des films indépendants ou d'horreur.

## Filmographie choisie
- 1985 : Tutti Frutti de Michael Dinner : Williams
- 1985 : Vacances de folie de James Frawley  : Wendell Tvedt
- 1985 : Vampire, vous avez dit vampire ? de Tom Holland : Ed Thompson dit le démon
- 1986 : Comme un chien enragé de James Foley : Aggie
- 1986 : L'Ascenseur (épisode de La Cinquième Dimension) : Will
- 1986 : La Ligne du Diable Robert Englund : Hoax
- 1987 : Destination Altarus (épisode de Histoires fantastiques)
- 1989 : The Road Raiders de Glen A. Larson
- 1991 : Moon 44 de Roland Emmerich : Cookie
- 1995 : Smokin' Guns de Jeff Kincaid (vidéo)
- 1996 : Leather Virgin de Jett Blakk (vidéo)
- 1997 : Hunk Hotel de Steve Mallis (vidéo)
- 2010 : New Terminal Hotel de BC Furtney : Donald Malek
- 2012 : Morsures (Bite Marks) de Mark Bessenger